# Fyrfläckad trollslända

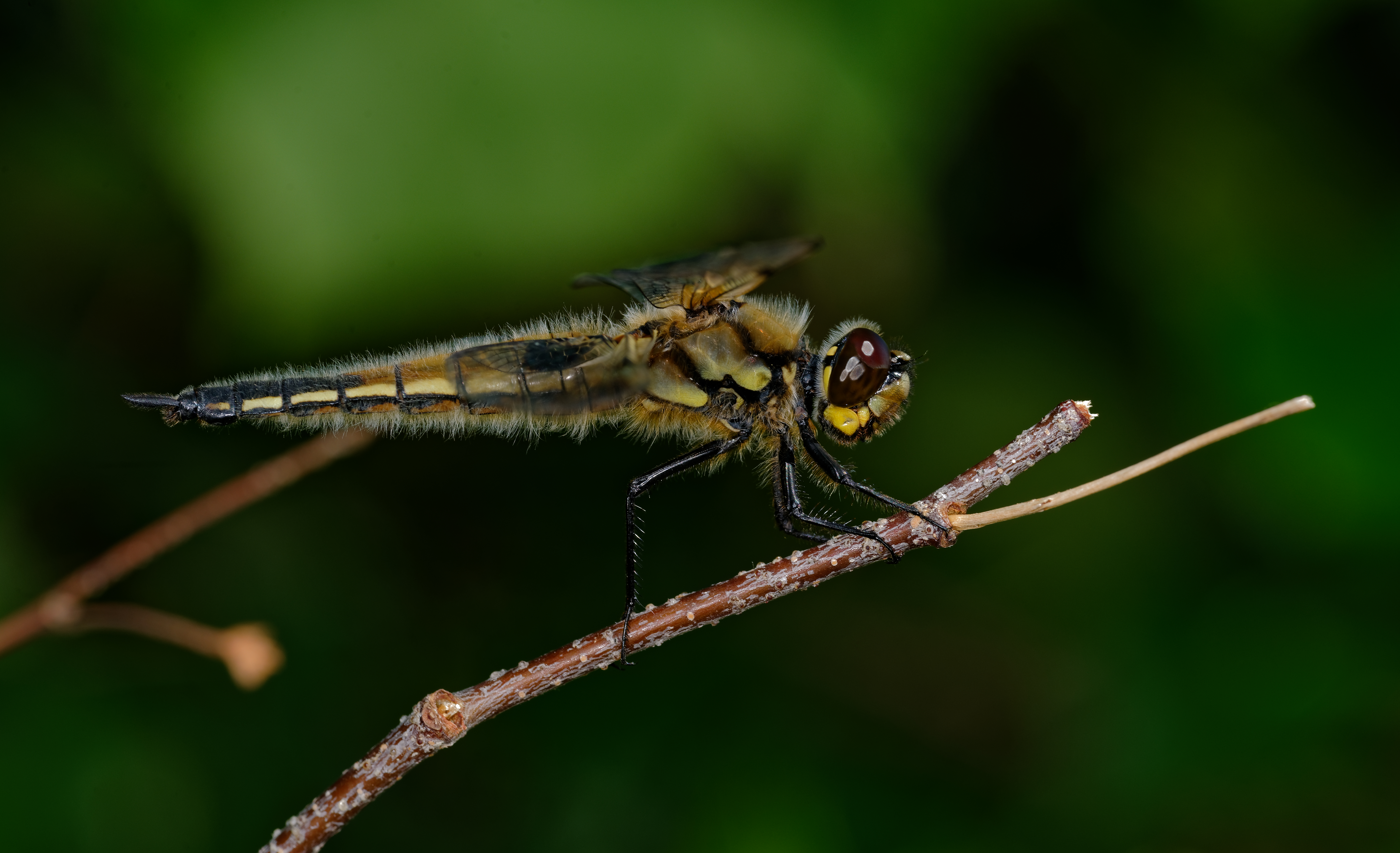
Fyrfläckad trollslända

Fyrfläckad trollslända (Libellula quadrimaculata) är en art i insektsordningen trollsländor som tillhör familjen segeltrollsländor. 

## Kännetecken
Den fyrfläckade trollsländan känns främst igen på de två mörka fläckarna på varje vinges framkant, varav en utgörs av vingmärket nära spetsen på vingen. Den andra mörka fläcken finns vid vingnoden, nära mitten av vingens framkant. Både hanar och honor har brun till gulbrun grundfärg på kroppen med svarta teckningar på bakkroppem. Vingarna är genomskinliga med gulbruna basfläckar och en gulaktig nyans längs framkanten. Vingbredden är 70 till 85 millimeter och bakkroppens längd är 27 till 32 millimeter.

## Utbredning
Den fyrfläckade trollsländan finns i Europa, Asien och Nordamerika. I Sverige finns den över hela landet, utom i de nordligare fjälltrakterna. Den är landskapstrollslända för Gästrikland.

## Levnadssätt
Den fyrfläckade trollsländans habitat är främst lugna vatten, som sjöar och dammar. Det är vanligt att parningen sker i luften och efteråt lägger honan äggen ensam, fritt i vattnet på en plats med skyddande vattenvegetation. Utvecklingstiden från ägg till imago är ett till tre år och flygtiden maj till augusti, i de sydligare delarna av utbredningsområdet även in i september. Arten är känd för att då och då flytta i stor antal. Detta beteende är vanligare i de sydligare delarna av utbredningsområdet än i de norra.